# Патина
Па́тина (из итал. patina, франц. patine) — плёнка или налёт на меди и её сплавах. Является многослойной, но в быту за неё принимают только поверхностный зеленоватый слой карбоната меди(II).
Различают два вида патины: искусственную и естественную.
Естественная патина — оксидно-карбонатная плёнка, образующаяся на поверхности декоративных (от памятников до монет) или технических изделий (разъёмы, контакты) под воздействием окружающей среды.
Искусственная патина — налёт, образующийся на поверхности памятников или декоративных изделий вследствие нанесения специальных веществ (специальных составов, обычно содержащих некоторые кислоты и окислители).

### Перепатинирование

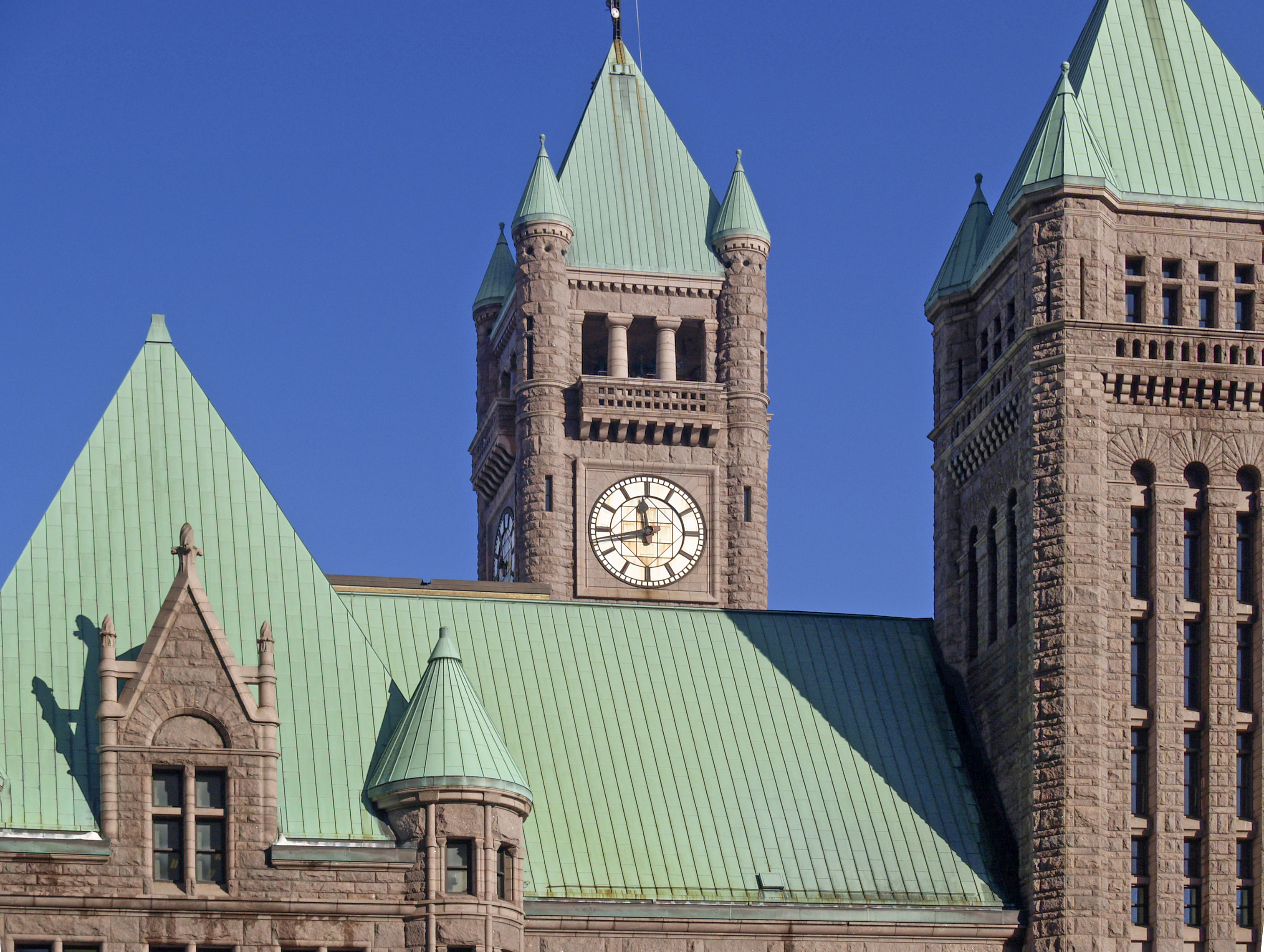
Медная крыша Ратуши Миннеаполиса, покрытая патиной.

Перепатинирование — метод химического наращивания искусственной патины.
Применение метода состояло в полном снятии исторической патины химическим путём, а также последующей химической обработке обнажившейся поверхности металла, итогом которой являлась плёнка искусственной патины. Эти плёнки были слишком тонкими и плохо защищали поверхность бронзы от образования дикой патины и бронзовой болезни, приводящей к образованию злокачественных образований[уточнить].
Но кроме визуальных отличий существуют серьёзные глубинные проблемы перепатинирования: при снятии исторической патины уничтожался её нижний слой — слой куприта — самый эффективный материал для защиты от атмосферной коррозии.

### Патинирование
Искусственное патинирование — процесс создания особых декоративных покрытий на бронзе, создание слоя куприта, на котором за 80-100 лет образуется слой благородной патины.
Для патинирования реставраторами России используются различные методики, обеспечивающие удаление слоя «больной» патины с последующим восстановлением «здорового» слоя. При этом следует учитывать, что предлагаемая и популяризированная методика Сорина уничтожает и скрывает авторскую поверхность, чем наносит непоправимый вред историческим памятникам.